# Цанев, Стефан
Стефан Неделчев Цанев (род. 7 августа 1936 года, Червена вода, Царство Болгария) — болгарский драматург, поэт и писатель. Автор стихов, драмы, журналистики и прозы, а также поэзии и пьес для детей.

## Биография
Родился 7 августа 1936 года в селе Червена вода, пригороде города Русе. Окончил в Русе Вторую среднюю школу «Баба Тонка» в 1954 году, а в 1959-м — факультет журналистики Софийского университета. В 1960-1965 годах учился драматургии в Московском институте кино. Работал корреспондентом газеты «Народная молодежь» в Родопах и Пернике (1959-1960). Работал редактором в Студии художественных фильмов (1965-1967), драматургом в Государственном театре Сатиры (1967-1970), в «Театре-199» и «Театре округи» (1970-1973), театре «София» (1973 – 1984; 1991), Драматическом театре в Пловдиве (1984-1991), Армейском театре (1992-1996) и снова в театре «София» в 1996-2008 гг.
Его стихи переведены на все европейские языки, а также китайский, монгольский, арабский и иврит, и его пьесы («Последняя ночь Сократа», «Одна смерть Жанны д'Арк») играются в Париже, Гренобле, Бордо, Афинах, Монреале Петербурге, Лейпциге, Висбадене, Варшаве, Кракове, Праге, Гётеборге (Швеция), Будапеште, Киеве, Москве, Питтсбурге (США), Вильнюсе, Братиславе, Никосии, Бухаресте, Джурджу, Гааге, Измире, Стамбуле и других.

## Личная жизнь
Женат на актрисе Доротее Тончевой. Имеет 4 детей и 3 внуков.

## Творчество

### Сборники стихотворений
- „Часове“ (стихове), 1960 г.
- „Композиции“ (стихове), 1963 г.
- „Хроники“ (стихове), 1965 г.
- „Перигеи или най-голямото приближаване до Земята“ (стихове), 1967 г.
- „Аз питам!“ (стихотворения и поеми), 1976 г.
- „Анини приказки“ (стихове за деца), 1976 г.
- „Реквием“ (стихове), 1980 г.
- „Небесни премеждия“ (избрани стихове), 1986 г.
- „Сезонът на илюзиите“ (любовни стихотворения), 1988 г.
- „Спасете нашите души!“ (стихове), 1992 г.
- „Стъпки по облаците. Парапети“ (стихове), 1997 г.
- „Сълзата на Бога“ (избрани стихове), 2003 г.
- „Птици“ (стихове), 2005 г.
- „Спасете нашите души!“ – стихове, есета, драми – поредица Българска класика, 2009 г.

### Пьесы
- „Истинският Ивайло“, 1962 г.
- „Табу“ – театрални миниатюри (в съавторство с Константин Павлов), 1965 г.
- „Бунтът на статуите“, 1967 г.
- „Весела България“, 1968 г.
- „Процесът против богомилите“, 1969 г.
- „Девет заседания за спасяването на България“ (в съавторство с Георги Марков), 1969 г.
- „Разпята събота (Събота 23)“, 1971 г.
- „Носете си новите дрехи, момчета!“, 1974 г.
- „Джуджето и 7-те снежанки“, 1975 г.
- „Единайсетият час“, 1977 г.
- „Рицарят на печалния образ“, 1978 г.
- „Любовни булеварди“, 1982 г.
- „Животът – това са две жени“, 1983 г.
- „В неделя Господ си почива“, 1984 г.
- „Най-чудното чудо“, 1985 г.
- „Последната нощ на Сократ“, 1986 г.
- „Тайната вечеря на Дякона Левски“, 1987 г.
- „Страшният съд“, 1988 г.
- „Другата смърт на Жанна д`Арк“, 1990 г.
- „Параноя“, 1991 г.
- „Величието и падението на Стефан Стамболов“, 1993 г.
- „Тайното евангелие на Иоан“, 1995 г.
- „Пир по време на демокрация“, 1996 г.
- „Адът – това съм аз“, 1997 г.
- „Конят на Александър Велики“, 2003 г.
- „Всички луди ме обичат“, 2004 г.
- „Певецът на северните морета“, 2005 г.
- „Деца на света“, 2011 г.
- „Духът на поета“, 2011 г.
- „Заговорът на Калигула“, 2014 г.
- „Носталгия“, 2015 г.

### Переводы
- Владимир Маяковски, Тринайсетият апостол. София: Захарий Стоянов, 2002, 96 с. (ISBN 954-739-290-5)

### Другие
- „Убийците са между нас“ – есета, 1996 г.
- „Внимавайте с вятърните мелници“ – есета, 1999 г.
- „Измислици за деца“ (Анини приказки, Янини притчи, Джуджето и 7-те снежанки, Рицарят на печалния образ, Най-чудното чудо, Духът на баща ми) – в три тома, 1999 г.
- „Мравки и богове“ – роман, 2000 г.
- „Пир по време на демокрация“ – трагедии & комедии, 2003 г.
- „Сънят на сенките. Книга за мъртвите“ – есета, 2003 г.
- „Дяволите в ада ще ми ръкопляскат. Публичен дневник (1978 – 2002)“, 2003 г.
- „Ars poetica. За поетическото изкуство“, – синтез между учебник по стихосложение и антология на творческия опит, 2005 г.
- „Български хроники“ – том I (2137 г. пр. Хр – 1453 г. сл. Хр.), 2006 г. Книгата е белетристично произведение.
- „Да убиеш вярата“ – есета, 2007 г.
- „Български хроники“ – том II (1453 г. – 1878 г. ), 2007 г.
- „Български хроники“ – том III (1878 г. – 1943 г.), 2008 г.
- „Български хроники“ – том IV (1943 г. – 2007 г.), 2009 г.
- Съчинения в 12 тома – 2013 – 2014 г.